# 村上神社 (各務原市那加長塚町)
村上神社（むらかみじんじゃ）は、岐阜県各務原市那加長塚町に鎮座する神社。

## 概要
各務原市那加長塚町（旧・各務郡長塚村）の産土神であり、那加地区の総社である手力雄神社の西、約300m（徒歩約5分）に鎮座する。
創建時期は不詳。1934年（昭和9年）に村社に指定される。
境内は露出岩盤が多くあり、形状がドンコツに似ている岩（ドンコツ岩）は山神としているなど、一部の岩は信仰の対象となっている。
神社の名は「村上神社」であるが、社額や門柱に記されている神社名は「村神神社」である。

## 祭神
- 石長比女神

## 境内社
- 秋葉神社

## 主な神事
- 2月 - 祈年祭
- 6月 - 田植祭
- 9月 - 例祭
- 12月 - 新嘗祭